# Eren Vurdem
Eren Vurdem (* 7. Oktober 1988 in Konya) ist ein türkischer Schauspieler.

## Leben und Karriere
Vurdem wurde am 7. Oktober in Konya geboren. Er studierte an der Haliç Üniversitesi. Sein Debüt gab er 2009 in der Fernsehserie Hesaplaşma. Danach war er in den Serien İnadına Aşk, Şubat und Şefkat Tepe zu sehen. Sein Durchbruch hatte er in İnadına Aşk. Anschließend spielt Vjrdem in der Serie Söz die Hauptrolle.
Außerdem bekam er eine Rolle in Kuruluş Osman. Von 2020 bis 2021 trat er in Sadakatsiz auf.

## Filmografie (Auswahl)
Filme
- 2015: Son Mektup
- 2016: Yolculuk
- 2017: Sümela'nın Şifresi 3: Cünyor Temel
- 2017: Kurt Kapanı
- 2019: Ne Olur Gitme
- 2020: Türkler Geliyor: Adaletin Kılıcı

Serien
- 2009: Hesaplaşma
- 2010–2012: Şefkat Tepe
- 2012: Şubat
- 2015–2016: İnadına Aşk
- 2017–2019: Söz
- 2019–2020: Kuruluş Osman
- 2020–2021: Sadakatsiz
- 2021: Eşkıya Dünyaya Hükümdar Olmaz
- 2021: Fandom
- 2022: Ben Bu Cihana Sığmazam